# Szarlotta Seipeltówna

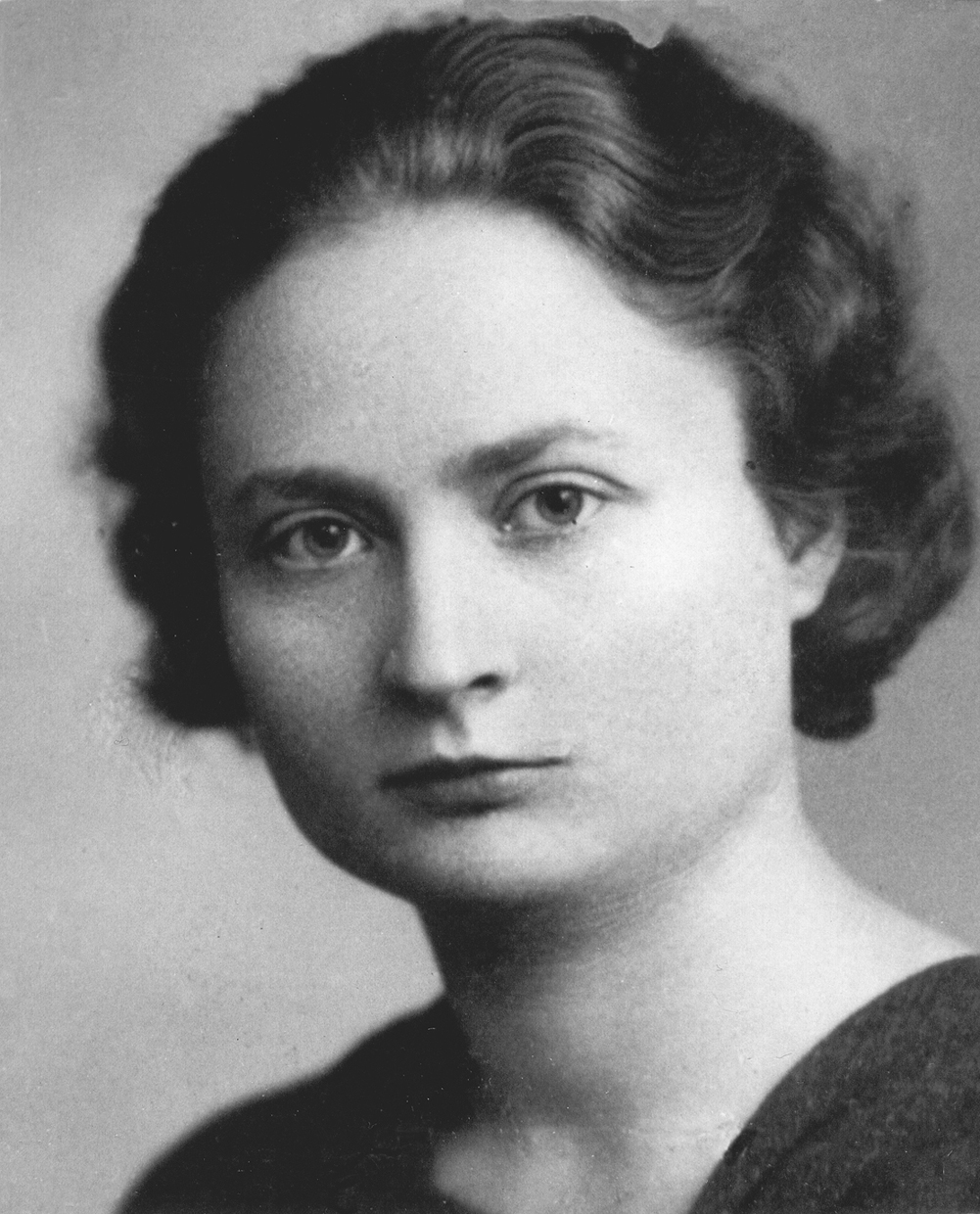
Szarlotta Seipeltówna

Szarlotta Seipeltówna (ur. 28 marca 1909 w Łodzi, zm. 22 marca 1992 w Wiedniu) – właścicielka łódzkiej przedwojennej księgarni znajdującej się przy ul. Piotrkowskiej 47.

## Życiorys

### Rodzina
Jedna z 3 córek Pawła Emila Seipelta, urodzonego 13 marca 1883 w Opatówku koło Kalisza i Emilii z Libertów. Znała kilka języków obcych: angielski, francuski i niemiecki. Interesowała się literaturą piękną. Ukończyła studia ekonomiczno-polityczne na Uniwersytecie w Poznaniu. Paweł Emil Seipelt, który był dyrektorem łódzkich zakładów Karola Rajmunda Eiserta, członkiem rad nadzorczych Tow. Akc.: K.R. Eiserta, Roberta Kindlera w Pabianicach i „Bacon Export”, właścicielem majątku w wysokości około 2 milionów zł (w tym trzech kamienic ocenianych na 1 150 000 zł i dóbr ziemskich Rydzyny), kupił dla córki księgarnię i wydawnictwo założone 50 lat wcześniej przez Ludwika Fiszera, które w 1932 zbankrutowały pod kierownictwem jego syna, Kazimierza Fiszera.

### Działalność zawodowa
17 września 1932 została na okres trzech lat utworzona celem prowadzenia księgarni spółka z o.o. z kapitałem 60 000 zł, w której ojciec Szarlotty miał 60 udziałów, matka 20, a ona 40. Następnie przedłużono działalność spółki na 10 lat. Księgarnię przy ul. Piotrkowskiej 47 przejęła 25 października 1932 wraz z książkami, całym wyposażeniem i wszystkimi pracownikami. W listopadzie 1932 połączono ją z utworzoną 1 sierpnia 1932 „Hurtową Sprzedażą Książek” mieszczącą się przy Piotrkowskiej 102. Firma miała roczny obrót ok. 400 000 zł.
Kierownikiem działu polskich książek i doradcą właścicielki, został dotychczasowy pracownik księgarni Włodzimierz Pfeiffer, hurtem kierował Wilhelm Grajlich, a pomagał im Jan Rogoziński. Dział nut prowadził Hugon Burghardt. Księgarnia miała działy: nauka, literatura piękna oraz książki dla dzieci i młodzieży. W listopadzie 1933 zorganizowała „Tydzień Książki Polskiej”, w czasie którego 6 księgarń uczestniczyło w wystawie „Współczesna Książka Polska” zorganizowanej w sali Rady Miejskiej m. Łodzi. Wiosną 1937 uczestniczyła w wystawie książki polskiej w salach YMCA Łódź.
Z inspiracji W. Pfeiffera, w 1934 utworzony został dział wydawniczy, który zaczął wydawać tzw. biblioteczkę wiedzy o Łodzi, w ramach której do 1939 czytelnicy otrzymali 7 wartościowych książek. Były to m.in. książki autorstwa Eugeniusza Ajnenkiela („Pierwsze Oddziały Legionów Polskich w Łodzi 17–19 października 1914 roku”), M. Hertza, S. Rachalewskiego, Aleksego Rżewskiego (pierwszego prezydenta Łodzi w II Rzeczypospolitej), Adama Stebelskiego i Ludwika Stolarzewicza (dwie publikacje: „Literatura Łodzi w ciągu jej istnienia. Szkic literacki i antologia” – wymagała ogromnej reklamy i często spotykała się z nieprzychylną opinią m.in. Grzegorza Timofiejewa oraz „Antologia 120 poetów. Wiersze na obchody i uroczystości”). Biblioteczka spotkała się z małym zainteresowaniem mieszkańców Łodzi.
Księgarnia była przed II wojną światową miejscem spotkań intelektualistów i miłośników książki. W 1937 zatrudniała 7 księgarzy, 4 praktykantów i 2 robotników. Właścicielka należała do Związku Strzeleckiego „Strzelec”, czynna była w Stowarzyszeniu kobiet z wyższym wykształceniem i Związku Polskich Księgarzy.
Bezpośrednio po wybuchu wojny, w 1939 roku, przy pomocy Jana Gerańczyka zaopatrzyła wszystkich pracowników w paczki żywnościowe. Gdy otrzymała od władz hitlerowskich nakaz wydzielenia polskich książek, poleciła rozdawać je wszystkim polskim pracownikom i klientom, dzięki czemu ochroniła od zniszczenia kilka tysięcy wartościowych książek. Pomimo nakazu zwolnienia wszystkich Polaków, zatrudniała na zapleczu księgarni Jana Rogozińskiego, który za jej zgodą zaopatrywał bezpłatnie uczniów w polskie podręczniki.

### Okres hitlerowskiej okupacji
Jako osoba „wynarodowiona” – członkini polskich organizacji, nie została wpisana na niemiecką listę narodowościową i w październiku 1940 usunięta z kierowania rodzinną księgarnią. Wcześniej, 17 lutego 1940 firma otrzymała niemieckiego zarządcę Willi Stoeplera. Wówczas zwolnieni zostali Polacy, m.in. Jan Gerańczyk, zatrudniony w niej od 1935. Gdy władze ustaliły, że W. Stoepler tłumaczył przed wojną w Estonii antyhitlerowskie pisma, usunęły i jego a zarządcą do końca wojny pozostał jego zastępca A. Wunderlich. Niemiecka rodzina Seipeltów podpisała prawdopodobnie w 1942 volkslistę ponieważ w tymże roku zwrócono im firmę i bilans roczny rozliczał zarządca przed Pawłem E. Seipeltem. Nie przychodzili do firmy, twierdząc, że „dopóki jedna książka hitlerowska pozostanie w księgarni, oni do niej nie powrócą”. Opuścili miasto w ostatnich dniach przed wyzwoleniem, udając się do Wiednia.
7 listopada 1942 w Łodzi Szarlotta Seipeltówna poślubiła Ryszarda Frankusa, kupca ur. 7 czerwca 1897 w Łodzi, syna tkacza Karola, i urodziła 20 stycznia 1944 w Łodzi córkę Johannę Marię. Frankusowie opuścili Łódź w styczniu 1945, osiadając w Wiedniu, gdzie zmarła.
Księgarnię uruchomił 19 stycznia 1945 – w dniu zakończenia okupacji niemieckiej, jako pierwszą w Łodzi – Jan Rogoziński umieszczając na wystawie wyciągnięte z ukrycia polskie książki. Księgarnia Seipeltów została upaństwowiona w 1945 roku, w latach 60. XX w. nazwana „Pegaz”, a w 1990 sprywatyzowana. Istniała do 2010 roku.